# Xanthorhoe confusa
Xanthorhoe confusa är en fjärilsart som beskrevs av Louis Beethoven Prout 1896. Xanthorhoe confusa ingår i släktet Xanthorhoe och familjen mätare. Inga underarter finns listade i Catalogue of Life.